# روديت
روديت هو سبيكة معدينية طبيعية التكوين من الذهب والروديوم يوجد في خام الذهب. صيغته الكيميائية هي كالتالي: (Au, Rh)